# Leonor de Castilla (1393-1470)

Escudo de Fadrique de Castilla, padre de Leonor de Castilla.

Leonor de Castilla (1393 - Monasterio de la Consolación de Calabazanos, 7 de septiembre de 1470). Dama castellana, hija ilegítima de Fadrique de Castilla, I duque de Benavente, y de su prima hermana Leonor Sánchez de Castilla.

## Orígenes familiares
Fue hija ilegítima de Fadrique de Castilla, I duque de Benavente, y de su prima hermana Leonor Sánchez de Castilla, nieta paterna del rey Enrique II de Castilla y Beatriz Ponce de León y nieta materna de Sancho de Castilla, I conde de Alburquerque.

## Biografía
Leonor de Castilla nació en 1393. Sus padres estuvieron comprometidos, aunque su matrimonio no llegó a celebrarse, ya que Fadrique de Castilla fue encarcelado en 1394 por orden del rey Enrique III de Castilla y recluido en el castillo de Almodóvar del Río donde falleció en 1414. Además, el matrimonio no se celebró porque Leonor profesó como religiosa en el convento de dominicas del Sancti Spiritus de Benavente, actualmente desaparecido. Tras haber permanecido varios años en el convento de dominicas de Sancti Spiritus de Benavente, la madre de Leonor se trasladó al monasterio de Sancti Spiritus el Real de Toro, a fin de reformarlo, y allí falleció en 1444.
En 1408, Leonor de Castilla contrajo matrimonio con Pedro Manrique de Lara y Mendoza, VIII señor de Amusco, III señor de Treviño, Navarrete, Ocón, Redecilla y Paredes de Nava y adelantado mayor de Castilla. En 1381, su suegro Diego Gómez Manrique de Lara dispuso en su testamento la fundación de un monasterio de monjas. 
El 21 de septiembre de 1440 falleció en la ciudad de Valladolid Pedro Manrique de Lara, el esposo de Leonor. Después de varios traslados, el monasterio que su suegro deseaba fundar, finalmente se estableció, por deseo de Leonor de Castilla y en cumplimiento de la voluntad de su difunto esposo, en la villa palentina de Calabazanos, con el nombre de monasterio de la Consolación. El 13 de julio de 1454 el papa Nicolás V otorgó facultad para que, un año antes de cumplir el noviciado establecido, Leonor pudiese profesar como religiosa en el monasterio que había fundado, de manos de su hijo Íñigo Manrique de Lara. Dos de sus hijas, Aldonza y María, profesaron como religiosas en el mismo monasterio y llegaron a ser abadesas del mismo.
Leonor de Castilla falleció el 7 de septiembre de 1470, a los setenta y siete años de edad, en el monasterio de la Consolación de Calabazanos.

## Sepultura
Fue sepultada en la iglesia del monasterio de la Consolación de Calabazanos. Junto al sepulcro está colocada la siguiente inscripción:

AQUI YACE LA ILUSTRE SEÑORA DOÑA LEONOR, FIJA DEL MUY ILUSTRE INFANTE DON FADRIQUE DUQUE DE BENAVENTE, NIETA DEL MUY ESCLARECIDO REY DON ENRIQUE II, MUGER DEL ADELANTADO PEDRO MANRIQUE: LA QUAL DESPUES DE VIUDA FUNDO, E DOTO ESTE MONASTERIO, E RECIBIO EL VELO DE MONJA EN EL, E ASSI BIENAVENTURADA FALLECIO DE ESTA PRESENTE VIDA A 7 DIAS DEL MES DE SETIEMBRE DE 1470 AÑOS. FUE TRASLADADA EN ESTA SEPULTURA A 11 DE ENERO DE 1486.

Sobre su sepulcro, alojado bajo un arco de cantería, está colocada la estatua yacente que representa a la difunta, que está realizada en alabastro.

## Matrimonio y descendencia
Fruto de su matrimonio con Pedro Manrique de Lara y Mendoza nacieron quince hijos: 
- Diego Manrique de Lara (m. 1458). Fue IV señor y I conde de Treviño, IX señor de Amusco, señor de Navarrete, Ocón, Redecilla y Paredes de Nava, casado con María de Sandoval, hija de Diego Gómez de Sandoval y Rojas y de Beatriz de Avellaneda. Fueron padres, entre otros, de Pedro Manrique de Lara, I duque de Nájera. Después de enviudar, María de Sandoval volvió a casarse con Diego López de Zúñiga, I conde de Miranda del Castañar.
- Rodrigo Manrique (1406-1476), I conde de Paredes de Nava y maestre de la Orden de Santiago.[6] Fue el padre del poeta Jorge Manrique.
- Pedro Manrique de Lara (m. 1470), I señor de Valdezcaray y adelantado mayor de Castilla. Contrajo matrimonio en dos ocasiones.
- Íñigo Manrique de Lara (m. 1485), obispo de Oviedo, de Coria y posteriormente arzobispo de Sevilla y presidente del Consejo de Castilla.
- Gómez Manrique (1412-1490), poeta y dramaturgo del prerrenacimiento español.
- Juan Manrique de Lara (m. c. 1473), arcediano de Valpuesta. Tuvo una hija con Sancha Ortún llamada Catalina Manrique de Lara que contrajo matrimonio con Juan Rodríguez de Rojas, señor de Requena.
- Fadrique Manrique de Lara (m. 1479), alcaide de los alcázares y alguacil mayor de Écija, I señor de Hito y Baños, contrajo matrimonio con Beatriz de Figueroa, señora de Rebolledo de la Torre e hija de Gómez Suárez de Figueroa, señor de Feria, y de Elvira Lasso de Mendoza.
- Garcí Manrique de Lara (m. abril de 1496), I señor de las Amayuelas y corregidor y alcaide de Córdoba. Participó en la conquista de Málaga y contrajo matrimonio en Murcia con Aldonza Fajardo.[7]
- Beatriz Manrique de Lara, contrajo matrimonio con Pedro Fernández de Velasco, conde de Haro e hijo de Juan Fernández de Velasco y de María de Solier.
- Juana Manrique de Lara, esposa de Fernando de Sandoval y Rojas, conde de Denia y Castrojeriz e hijo de Diego Gómez de Sandoval y Rojas, conde de Denia y Castrojeriz, y de Beatriz de Avellaneda, señora de Gumiel de Izán.
- Leonor Manrique de Lara (n. 1410), contrajo matrimonio con Álvaro de Zúñiga y Guzmán, I duque de Béjar e hijo de Pedro de Zúñiga y Leyva, señor de Béjar, y de Isabel de Guzmán.
- Isabel Manrique de Lara, esposa de Pedro Vélez de Guevara, señor de Oñate.
- Inés Manrique de Lara, esposa de Juan Hurtado de Mendoza, señor de Cañete e hijo de Diego Hurtado de Mendoza y de Teresa de Guzmán.
- Aldonza Manrique de Lara (m. c. 1468), primera abadesa del monasterio de la Consolación de Calabazanos.
- María Manrique de Lara (m. después de 1468), contrajo matrimonio con Rodrigo de Castañeda, señor de Fuentidueña. Viuda y sin descendencia, fue abadesa del monasterio de la Consolación de Calabazanos, sucediendo en 1468 a su hermana Aldonza Manrique de Lara.